# Régis Duprat
Régis Duprat (Rio de Janeiro, 11 de julho de 1930 — São Paulo, 19 de dezembro de 2021) foi um músico, musicólogo e professor brasileiro.
Descendente patrilinear do segundo prefeito da história da cidade de São Paulo, o barão de Duprat, filho de Delio Duprat e Olga Ronchi, e irmão de Rogério Duprat, estudou violino e viola com Joahanes Oesner, e contraponto e composição com Olivier Toni e Claudio Santoro. Formou-se em História pela USP e cursou o Instituto de Musicologia e o Conservatório de Paris, onde foi aluno de Marcel Beaufils. Foi professor de viola e de História da Música na Universidade de Brasília, onde fez seu doutorado em musicologia. Professor de Cultura Brasileira da Universidade Federal Fluminense. Professor Titular de Estética e História da Música da Universidade Estadual Paulista - UNESP e da Universidade de São Paulo - USP.
De 1950 a 1966 atuou como violista em vários conjuntos de câmara e sinfônicos. Dirigiu o Sindicato dos Músicos e a Associação dos Professores da Orquestra Sinfônica Municipal de São Paulo. Foi cofundador da Orquestra de Câmara de São Paulo e da Orquestra Angelicum do Brasil.
Destaca-se sua atuação como musicólogo e pesquisador. Foi um dos principais e um dos mais citados pesquisadores da música colonial brasileira. Segundo o professor e pesquisador da USP Diósnio Machado Neto, Duprat foi um dos que exerceram maior impacto na musicologia histórica nacional, ultrapassando as correntes do modernismo nacionalista e a escola do determinismo antropológico liderada pelo influente Curt Lange, e impulsionando a musicologia brasileira "a uma atualização constituída pela proximidade teórica com a linha hermenêutica, considerando a condição humana vivida em sociedade como elemento primordial, e não a raça ou a cultura, [...] uma transformação teórica de fato que trazia à musicologia aspectos teóricos de ponta do pensamento histórico-filosófico coevo, principalmente superando as posturas estruturalistas vividas intensamente na segunda metade do século XX".
Dedicou especial atenção a André da Silva Gomes, sobre quem foi uma das principais autoridades, redescobriu a maioria das partituras hoje conhecidas e foi o autor do catálogo geral das suas composições. Dois trabalhos sobre este compositor são especialmente importantes: A Música na Sé de São Paulo Colonial (1995), que inclui o catálogo, e uma edição comentada de sua Arte explicada do contraponto (1998). Outros livros que merecem nota são Garimpo Musical (1985) e a série Música do Brasil Colonial (1997). Foi sócio honorário da Sociedade Brasileira de Musicologia e membro eleito do Instituto Histórico e Geográfico de São Paulo (1994) e da Academia Brasileira de Música, onde ocupou a cadeira nº 10 da ABM, cujo patrono é Cândido Ignácio da Silva e seu fundador o maestro Octavio Maul. Integrou o Conselho Editorial da Revista Brasileira de Música, do Programa de Pós-Graduação da Escola de Música da UFRJ, e da revista Modus, da Universidade do Estado de Minas Gerais. Tem grande obra científica publicada no Brasil e exterior. Coordenou a organização a Coleção de Manuscritos Musicais Francisco Curt Lange do Museu da Inconfidência de Ouro Preto, sendo o principal responsável pela elaboração de três catálogos sobre os manuscritos musicais lá depositados. Suas pesquisas sobre a música colonial paulista lhe valeram um prêmio especial oferecido em 1970 pela Associação Paulista de Críticos Teatrais e recebeu o Prêmio Clio em 1996 da Academia Paulistana de História. . 
Membro do Movimento Música Nova e do Manifesto de 1963, que teve como redator principal Rogério Duprat e assinado também por Régis Duprat, Gilberto Mendes, Willy Corrêa de Oliveira, Damiano Cozzella, Júlio Medaglia, Sandino Hohagen e Alexandre Pascoal. 